# Бот (судно)
Бот (от нидерл. boot — «лодка») — в эпоху парусного флота всякое небольшое одномачтовое судно водоизмещением до 60 тонн, вооружённое 6—8 пушками малого калибра и служащее для перевозки значительных грузов.
В различные эпохи под ботом понимали суда различного назначения, например в эпоху парового флота под ботом понимали небольшое парусное, парусно-гребное или моторное судно водоизмещением до 15 тонн, предназначенное для грузоперевозок или других целей.

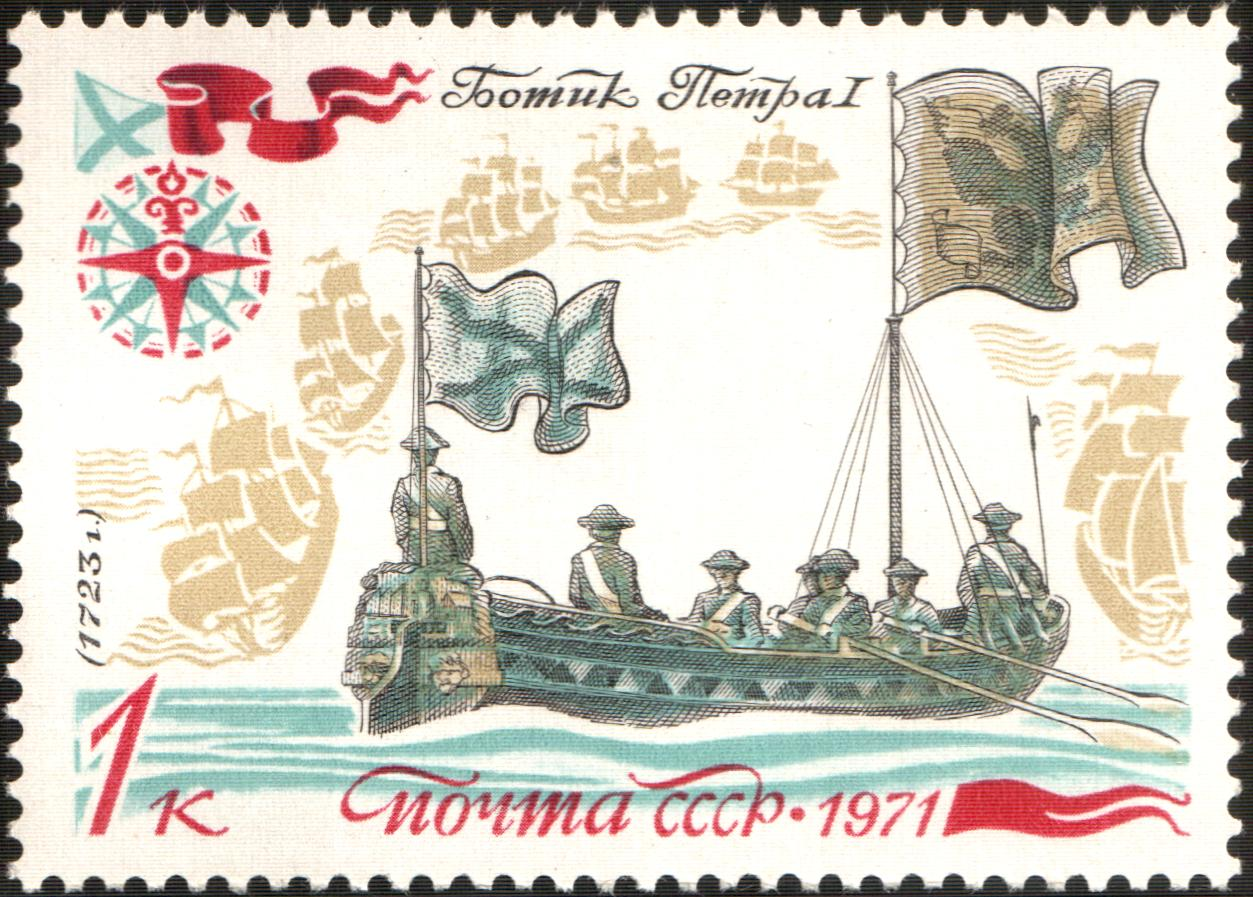
Ботик Петра I «Святой Николай» («Дедушка русского флота»).

Под словом ботик традиционно понимали не уменьшительно-ласкательное слово (как кораблик или судёнышко), а бот меньшего размера, самым известным из которых в России можно по праву назвать ботик Петра Великого, который несколько веков носит прозвище «дедушка русского флота» и в настоящее время находится в Центральном военно-морском музее города Санкт-Петербурга. Не следует путать ботик и ботничек; последний представляет собой небольшую лодочку, выдолбленную из цельного ствола дерева.

## Виды ботов
Боты различают по:
Виду палубы (месту плаванья):
- Палубные — для морских плаваний.

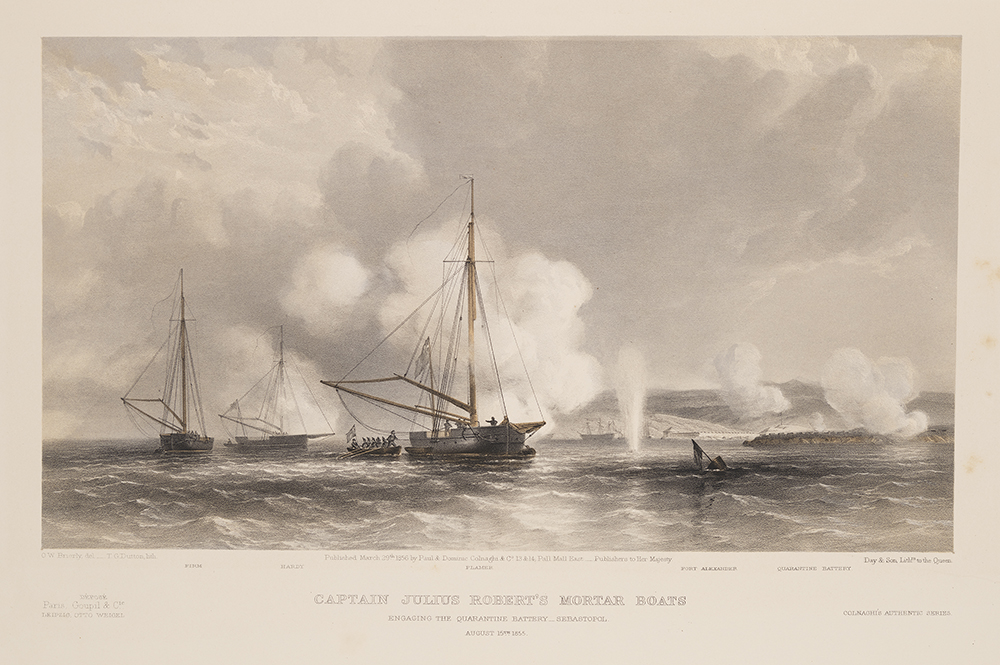
Мортирные боты капитана Джулиуса Робертса, обстреливающие Севастополь. Худ. Освальд Уолтерс Брайерли.

Прогулочный моторный дайв-бот, севший на риф в районе Рас-Мохаммед (риф Шарк). Египет, Красное Море.

- Беспалубные — для прибрежного плаванья.

Типу движителя:
- Гребной.
- Парусный.
- Парусно-гребной.
- Моторный (мотобот).

Применению (назначению):
- Артиллерийский — в европейских военных флотах XVIII—XIX веков артиллерийские боты использовали при обстреле береговых укреплений противника; подобные суда имели усиленный набор корпуса и укреплённую палубу, рассчитанную на установку тяжёлых орудий. Среди артиллерийских ботов по типу вооружения могут выделять пушечный и мортирный боты.
- Водолазный — моторный бот для обеспечения водолазных работ в пределах акватории порта. Имеет помпы для подачи воздуха водолазам, трапы для их спуска и другое водолазное оборудование.
- Десантный — моторный бот, используемый для доставки с военных кораблей к берегу морского десанта. В эпоху парусных кораблей представлял собой небольшое деревянное гребное судно, отличавшееся от других шлюпок малой осадкой (чтобы иметь возможность ближе подойти к берегу) и особым устройством кормы с откидным транцем, который прижимали с помощью натяжных болтов с талрепами к особо устроенному шпунту; когда судно подходило кормой к месту высадки, болты отдавали, транец откидывали назад, который служил помостом[7].
- Лоцманский — бот, используемый для дежурства лоцманов и проводки судов, а также для передачи лоцмана с борта на борт. Оборудуют съёмным трапом (по типу водолазного трапа) и поисковым прожектором.
- Прогулочный — неспециальный бот, используемый для рекреационных выходов и разнообразного отдыха гражданского населения. Среди прогулочных ботов по назначению отдельно выделяют дайв-бот, используемый для транспортировки аквалангистов к месту погружения, для рекреационного дайвинга.
- Промысловый.
- Спасательный.
- Швертбот — парусная яхта с лёгким подъёмным килем — швертом.